# ブータンの政治
ブータン王国政府（ブータンおうこくせいふ）は、2008年7月18日から立憲君主制を採用しており、国家元首は、ブータン国王である。行政権は、首相が率いる閣僚評議会（Lhengye Zhungtshog）が担っている。立法権は、二院制の国会（上院：国家評議会、下院：国民議会）に帰属する。2007年4月22日、翌年の国民議会選挙を見据え、それまでの政党禁止令を解除し、政党の設立を命じる勅令が出された。2008年にはブータン初の近代憲法であるブータン王国憲法が採択され、政府機関や民主的複数政党制の法的枠組みを成文化した。
2019年にエコノミスト・インテリジェンス・ユニットはブータンを「ハイブリッド体制」と評価した。

## 主権
ブータンの人々は歴史的に自国の主権について懐疑を抱いたことはなく、事実、ブータンは一度も植民地化されたことがない。しかし、外の世界、すなわちインドやその前の英領インド帝国にとって、ブータンは彼ら自身の地政学的利益のために主権国家ではないと見なされてきた。ブータンは英領インド帝国から宗主国として扱われ、その間に現在の君主制が確立された。外交・防衛政策は、1910年のプナカ条約によって英国が決定することになっていたが、ブータンは鎖国政策をとっていたためあまり意味を持たなかった。インド独立後の1949年にブータンとインドは、イギリスに変わりインドが関係を事実上継続する10ヶ条の永久条約に合意した。すなわち、インドはブータンの内政に干渉しないこと、ブータンは「対外関係に関してインド政府の助言に導かれること」（第2条）に合意した。条約では両国間の自由貿易と完全な身柄引き渡しが定められた。
2007年2月、インド・ブータン友好条約が大幅に改正され、「導かれる」などの文言はすべて削除され、ブータンの主権と独立の地位に関する最後の懸念がようやく解消された。

## 政府機関
ブータン王国憲法は、行政、立法、司法の主要三部門に加えて国教のドゥクパ・カギュの公式な非政治機関である僧院委員会（Dratshang Lhentshog）からなる政府を規定している。政府の世俗部門と宗教部門は龍王 （ブータン国王）のもとに統合されている。
世俗的な政府の三分法は絶対的なものではない。王立財政当局や選挙委員会のように、この一般的な枠組みの外で運営されている独立した委員会、機関、機関が数多く存在する。司法委員会など、メンバーが複数の政府機関から選ばれている機関もある。さらに、内閣の行政府には、内務・文化省などのいくつかの省庁があり、立法府の法律に従って、補助部門に権限を委任している。立法府自体が権限委譲された地方自治体を監督している。

### 行政機関
| 役職     | 役職 |  | 名前                                 | 政党       | 就任日         |
| -------- | ---- |  | ------------------------------------ | ---------- | -------------- |
| 元首     | 国王 |  | ジグミ・ケサル・ナムゲル・ワンチュク |            | 2006年12月15日 |
| 政府の長 | 首相 |  | ツェリン・トブゲ                     | 国民民主党 | 2024年1月28日  |

#### ブータン国王
ブータンの国家元首は、Druk Gyalpo （「龍王」）と呼ばれ、憲法により「国王は､ 国家元首にして､ ブータン王国及び国民の統合の象徴である （第２条第１節）」と位置付けられている。龍王継承（王位継承）は世襲制ではあるが、21歳以上でなければ龍王継承は出来ず、また65歳までに譲位しなければならない定年制度を採用している。国王信任投票制度があり、国王が議会と国民の信任を得ない場合は退位させられる。
龍王継承
初代国王ウゲン・ワンチュク王の嫡出の子孫で、合法的な婚姻によって誕生した子とする。原則は直系の子孫とするが、直系の子孫が絶えた場合は最も直近の傍系が継承する。長子の男子優先であるが女子の即位も可能となっている。
龍王位が空位となった時点で､龍王位継承者が21歳未満の場合は、「摂政会議 (Council of Regency)」が設置され国王の権限を代行する。
国王信任投票
この制度は現職の国王に退位を要求するものであり､ 君主制の廃止を要求・意図するものではない。
国民議会が国王に退位を求める決議の発案を行ない、国会議員の3分の2以上の賛成と、その後の国民投票の結果によって退位させられる。国民投票は、国内の20地区すべてで単純過半数で可決される必要がある。
過去には一院制の国民議会Tshogduが国王を退位させることができる同様の制度が存在していた。第３代国王の提案により1968年に導入されたが、1973年に一旦廃止となる。1998年６月に第４代国王が再び導入を求め､ 国民議会でも可決し現行制度に至る。

#### 僧院委員会
ジェケンポはブータンの最高宗教官であり、僧院委員会の長である。彼は通常、ブータン国王に最も近く、最も強力な顧問と見なされている。第70代目となる現在のジェケンポはJigme Chhoedaである。

#### 政府
ブータンの政府の長は首相である。首相は国民議会で最も多くの議席を獲得した政党から指名され、Lhengye Zhungtshog（閣僚評議会）と呼ばれる執行内閣を率いる。
1998年に君主の行政権は閣僚評議会（内閣）に移管された。当時、閣僚評議会の候補者は国会によって5年間の固定任期で選出され、立法府の一員である必要があった。内閣のトップは政府の長の首相であった。首相職は最も多い得票数を確保した5人の候補者間で毎年持ち回りで務めていた。 2005年のブータン憲法草案には、4年間の準備期間を経て二大政党制の規定が発表された。以前は、閣僚評議会（Lhengye Zhungtshog）の候補者は、君主が指名し国民議会が選出することになっており、任期は5年間で固定されていた。君主によって指名されたメンバーで構成される王立諮問委員会（Lodoi Tsokde）も存在した。

### 立法府

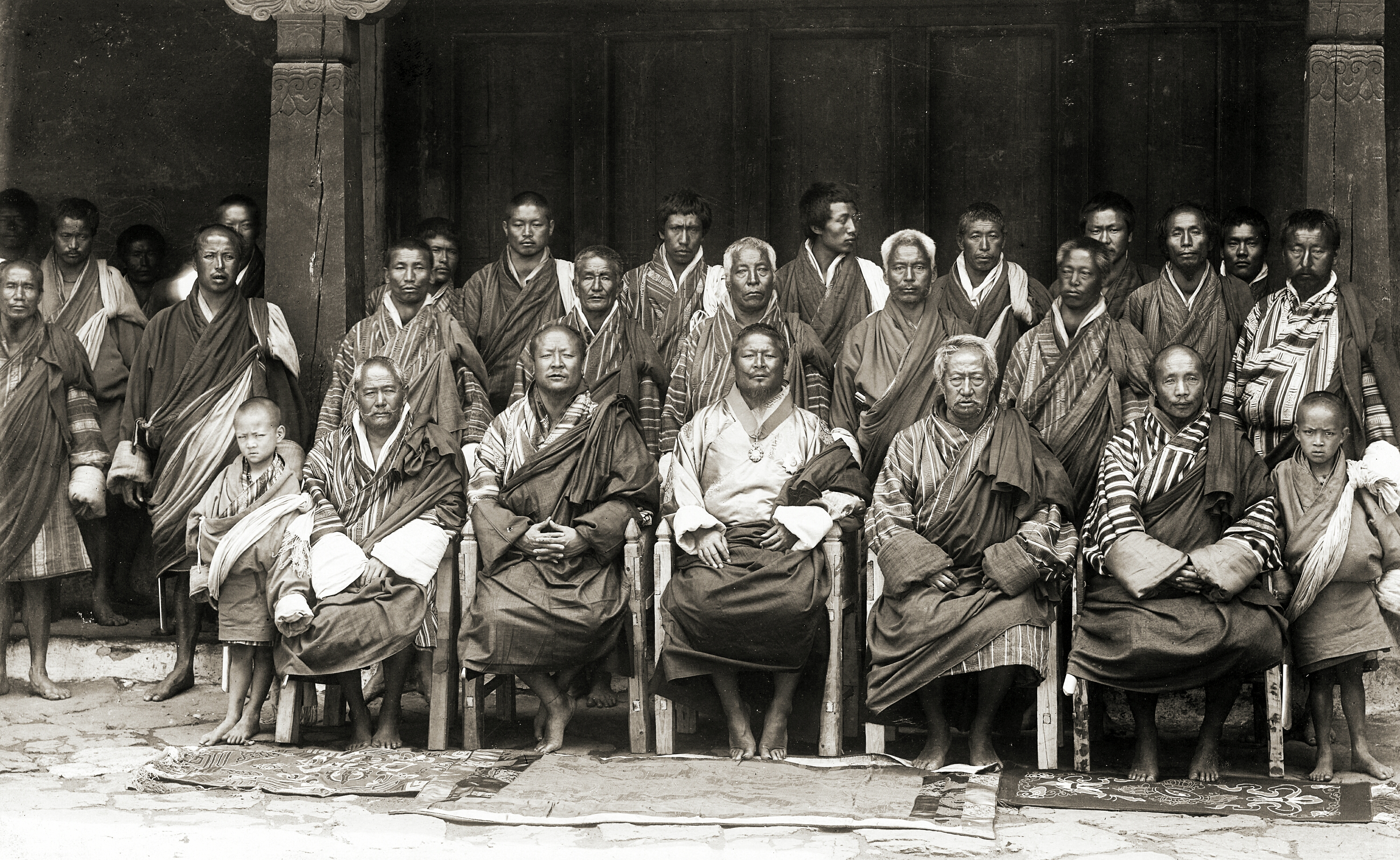
ウゲン・ワンチュクと評議員ブータンのプナカで評議員を務める（1905）

ブータンは、2008年憲法に基づき、普通選挙を通じて立法府を選出する。ブータンの国会は二院制であり、国民評議会（上院）と国民議会（下院）で構成されている。
2008年以前は、立法府は一院制のTshogduでした。 Tshogduには、150人のメンバーがおり、そのうち106人は3年の任期で様々な時期に小選挙区で選出され、34人は任命されたメンバー、10人は僧侶の代表であった。当時のブータンの参政権は、個人ではなく各家族単位で1票を持つユニークなものであった。

#### 政党と選挙
ブータンでは、政党、選挙、国民投票は、独立した政府規制機関である選挙委員会が監督している。
ブータンのほとんどの選挙や任命の候補者は無所属でなければならないが、政党は国会の議席に対して候補者を擁立することができる。最も多くの議席を獲得した党が首相を指名する。初代首相のジグメ・ティンレーは、ブータン調和党のメンバーである。二代目首相のツェリン・トブゲイは人民民主党を率いていた。現首相のロテ・ツェリン博士は、ブータン協同党を率いている。
政治的圧力団体には仏教の聖職者、過激な反政府運動を主導するネパール民族組織。インドの商人コミュニティ、亡命中の統一民主戦線などがある。

### 司法部門
ブータンの法制度は17世紀にガワン・ナムゲルが制定した法典に基づいており、英印のコモン・ローの影響を受けている。2008年の憲法下では、司法部門は最高裁判所、高等裁判所および20のゾンカグ裁判所で構成されている。6のゾンカグに存在する13のドンカグ管轄区域については、ドンカグ裁判所が第一審の裁判所となる。ダンカグ以外のすべての管轄区域では、ゾンカグ裁判所が第一審の民事および刑事裁判所です。高等裁判所は第二審の控訴裁判所であり、最高裁判所は最終控訴裁判所です。最高裁判所はまた憲法上の問題や国王から付託された国家的重要事項に関する第一審管轄権を有している。最高裁判所と高等裁判所の裁判官は国王によって任命される。
2008年以前のブータンの司法制度では、君主が最終審（「最高控訴裁判所」）であり、地方政府当局者は軽微な犯罪を裁いていた。ブータン王立高等裁判所は国の最高裁判所であり、全国20地区を原裁判管轄としていた。裁判官の任命は君主によって行われ、いつでも君主が罷免することができた。

#### 法制度
刑事司法制度は、裁判官団の裁判に基づいているため、英米法の当事者主義構造よりも大陸法の職権探知主義に似ている。公務員である検察官は被告人から自白を得ようとしており、迅速に自白をすれば判決は甘くなる可能性がある。罪が明らかであるが、被告人がそれを認めない場合は、それに応じて量刑が重くなる可能性がある。裁判官は、いつでも立証不足を理由に訴訟を却下することができる。最近の法律は必要とされる有罪の証拠をより厳密に定義しており、些細なことや勘違いによる告発に対する保護を強化している。軽微な刑事犯罪は、dzongkhag Drangpon （地区裁判官）が裁判を行うことができる。
ブータンは、国際司法裁判所の強制的管轄権を受け入れていない。

## 行政区画
ブータンは以下の20の地区（dzongkhag）に分かれている：ブムタン、チュカ県、 ダガナ県、ガサ、ハ、ルンツェ、モンガル、パロ、ペマガツェル、プナカ、サムドゥプ・ジョンカル、サムツェ、サルパン、ティンプー、タシガン、タシ・ヤンツェ、トンサ、 チラン、ワンデュ・ポダン及びシェムガン。

## 国際機関の参加
ブータンはアジア開発銀行、BIMSTEC、CP、ESCAP、FAO、G-77、IBRD、ICAO、IDA、IFAD、IFC、IMF、インテルサット、インターポール、IOC、ITU、NAM、OPCW、SAARC、 UN、UNCTAD、UNESCO、UNIDO、UPU、WHO、WIPO、WMO、WToOに加盟している。